# Hopper Copper
Hopper Copper è un videogioco pubblicato nel 1988 per Amstrad CPC, Commodore 64 e ZX Spectrum da Silverbird, etichetta della Telecomsoft per le edizioni economiche. Consiste nel controllo di un poliziotto che, per spostarsi e catturare i malviventi, saltella a cavalcioni di una grossa palla di gomma. Ottenne perlopiù recensioni negative per la sua semplicità e monotonia.

## Modalità di gioco

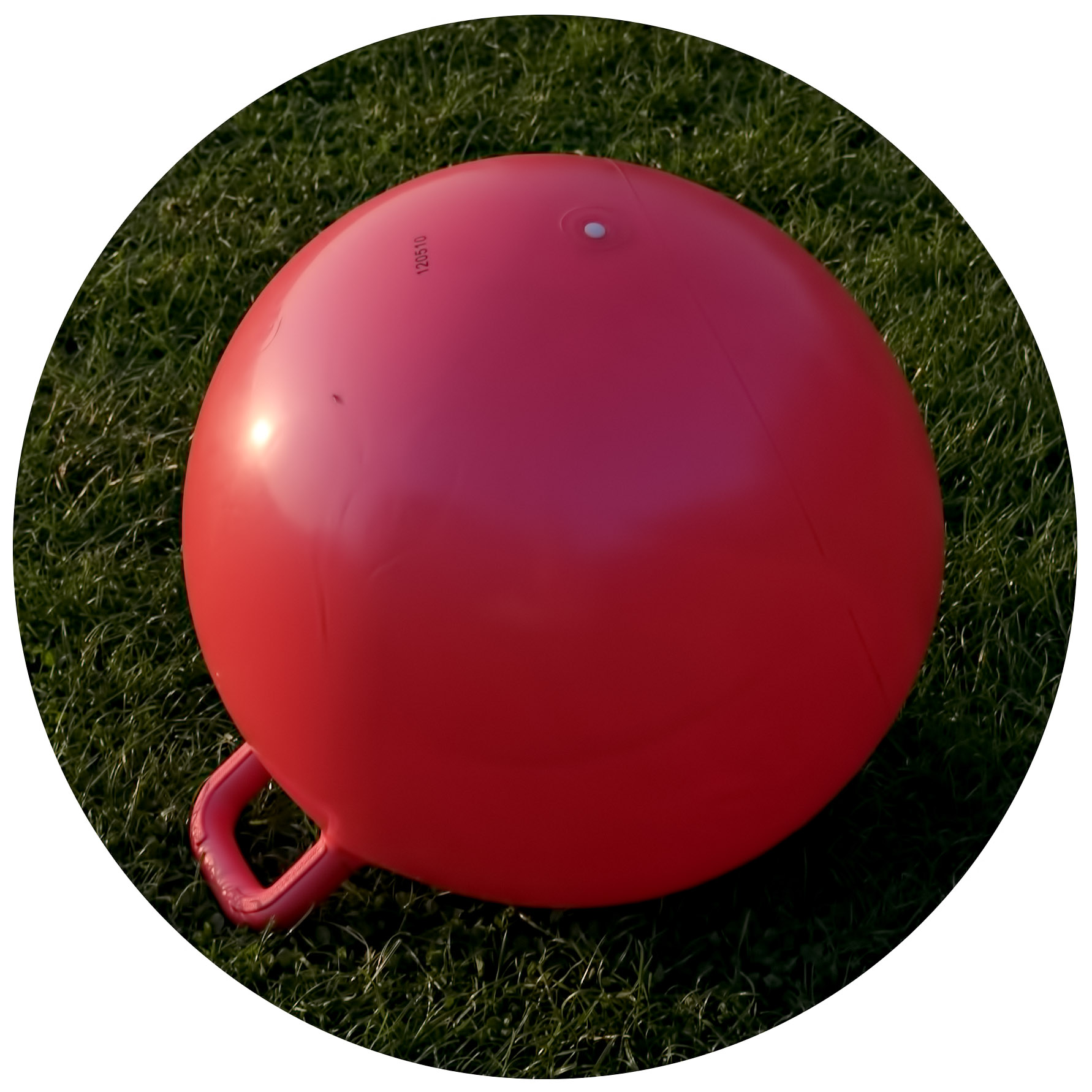
Un pallone come quello usato dal protagonista

Il gioco si svolge sui marciapiedi della cittadina di Groove Town, con i personaggi mostrati di profilo e le strade che scorrono orizzontalmente nei due sensi. Agli incroci si può cambiare strada; ogni strada ha un nome, una mappa completa della città viene fornita nelle istruzioni cartacee.
Il poliziotto può saltare a varie altezze e velocità e deve trovare e stordire, saltandogli sopra, una banda di quattro ladri prima che scada il tempo. Per aiutarlo nella ricerca, a video viene mostrato il nome della strada dove un ladro ha colpito più di recente e un radar della strada dove il poliziotto si trova attualmente.
Uno dei quattro ladri ha una pistola, uno può lanciare un manganello che stordisce temporaneamente e uno semina puntine per forare il pallone, mentre il quarto si limita a trasportare il malloppo. Una volta presi tutti e quattro si ricomincia con una nuova banda identica.